# Pace di Breno
La pace di Breno o accordo del ponte della Minerva fu una pace stipulata il 31 dicembre 1398 sul ponte sull'Oglio a sud di Breno tra le fazioni anti-milanesi (detti "guelfi") e filo-milanesi ("ghibellini") della Val Camonica.

## Contesto storico
Durante il periodo visconteo, tra Trecento e l'inizio del Quattrocento, la Valle Camonica fu percorsa da sanguinosi contrasti tra le famiglie anti-milanesi (dette anche guelfe) e quelle filo-milanesi (o ghibelline). Le prime erano insediate soprattutto nella media valle, ed erano rappresentate principalmente dai Ronchi di Breno, dai Griffi di Losine e dai da Lozio (o Nobili). In campo opposto gravitavano i Federici, nei molteplici rami sparsi tra alta e bassa valle, ma anche i da Cemmo (o Pellegrini) e i Beccagutti di Esine. 
In questo periodo avvennero diversi tentativi di pacificazione tra le fazioni: nel 1378 vi era già stato una pace a Cimbergo, nel 1394 a Cividate ma la situazione rimase comunque instabile. 
Negli ultimi anni del Trecento il duca di Milano Gian Galeazzo Visconti promosse un nuovo accordo tra le fazioni: venne quindi convocata una di pace presso il ponte sull'Oglio detto "della Minerva" a sud di Breno, alla presenza del podestà di Valle Camonica Giacomo Malspina e il capitano Enrico Enrico Suardi .
Due sono le fonti principali relative a questo accordo: il coevo " Chronicon bergomense guelpho-ghibellinum: ab anno 1378 usque ad annum 1407" del notaio bergamasco Castello Castelli (sec. XIV - 1412) e l'opera tardo-seicentesca di padre Gregorio di Valcamonica "Curiosi trattenimenti continenti raguagli sacri, e profani de' popoli camuni " (1698).
Mentre data del 31 dicembre è indicata chiaramente dal cronachista bergamasco Castelli, la definizione dell'anno ha portato tra gli studiosi qualche confusione, principalmente provocata dalla complicata interpretazione del testo manoscritto. Il testo riportato nella prima edizione dei Rerum Italicarum scriptores (1730) inseriva il passaggio relativo a questa pace in coda agli eventi del 1397 . La versione revisionata  dello stesso testo, raccolta nei Rerum Italicarum scriptores "2", ha invece interpretato diversamente la data che è stata inserita sotto l'anno 1398. Questa seconda data è inoltre confermata da un manoscritto contenuto nella Biblioteca civica Angelo Mai, da padre Gregorio Brunelli, che da don Camillo Federici nel Codice federiciano.
(Chronicon bergomense guelpho-ghibellinum Castelli (RIS2, 1926-40, t. XVI/2, p. 66))

## La pacificazione
Gregorio di Valcamonica nella sua opera effettua una descrizione dettagliata dell'evento, forse in parte romanzata, ma in parte attingendo ad un documento, oggi perduto, che riportava gli intervenuti, nome per nome divisi per paese, e i contenuti di detta pace. Egli stostenne anche che «per sapersi riconoscere tra di loro avevano cucite sulle vesti i guelfi una croce bianca, ed i ghibellini una croce rossa».
Per evitare ogni tipo di scontro le due fazioni su posizionarono sulle sponde opposte dell'Oglio, i Guelfi sulla destra, i Ghibellini sulla sinistra:
Parte guelfa
Capi: 
Baroncino e Bomesio da Lozio, Antoniolo Marcheio da Grevo abitante nel castello di Cimbergo, Tonino da Grevo, Aimerico da Cimbergo figlio di Guidotto, Giovannino di Andreolo Ronchi da Breno, Tonello di Tolotto de Giroldi Ronchi da Breno, Giacomo di Bertolo da Niardo, Maifredo da Saviore, Graziolo di Pasino Griffi da Losine, Baldovino di Giovanni da Braone, Antoniolo Muslecca da Niardo, Grandellino e Alberto Grandellini da Borno, Tommaso Negni, Bettino Lupi da Borno, Pietrobono Antonelli da Cimbergo.
Intervenienti, sindaci e procuratori delle comunità: 
- Losine: Giovanni di Tonino da Losine e notaio Baldovino da Braone
- Cevo: Bertolino Ploini e notaio Giovanni Pesara
- Saviore: notaio Maifredino Berterio
- Cimbergo: notaio Aimerico Guidotto da Cimbergo
- Borno: notaio Semerino da Borno
- Prestine: notaio Agostino Francesco Scaia
- Grevo: notaio Bartolomeo Bonetti
- Niardo: Giacomo Bertoli e notaio Antonio Garbagni
- Ceto: notaio Andreolo Belma
- Braone: notaio Comino Zanni
- Breno e Pescarzo: notaio Franceschino di Pasolino Ronchi
- Lozio: Bomesio di Federico e notaio Tonino di Ziliolo

Parte Ghibellina
Capi: 
Giovanni di Pasino Federici da Erbanno abitante nella rocca di Vezza a nome anche del fratello Gerardo abitante nella rocca di Mu, Belotto Talazio Federici da Erbanno procuratore anche del fratello Lanfranco, Dionisio di Apollonio Federici da Erbanno, Mostaino di Marco e Guglielmino di Giuseppino dei Federici da Gorzone, Raimondino e Alberghino dei Federici da Angolo, Boccaccino di Gerardo Beccaferro e Pellegrino Cornovaglia da Cemmo, Baldovino d'Albertino da Savione, Isonno di Maffeo Magnoni da Malonno, Leone di Franceschino Beccagutti da Esine.
Intervenienti, sindaci e procuraori delle comunità: 
- Dalegno: Giacomo di Faustino Favallini e notaio Antonio Pedercino da Davena
- Vione: Bregnano Marchesio e notaio Antonio Guarneri
- Vezza: Bartolamio Furlocio e notaio Giacobino da Vezza
- Mu: Ubertino Bertolini e nottaio Bertolino Ubertini
- Monno: Amone Giovanni Uranino e notaio il Bettini
- Cortenedolo: Giovanni Herla e notaio Bormino Albertoni
- Edolo: Bertino di Giovanni da Edolo e notaio Ottobono da Saviore
- Sonico: Tonino Nardi e notaio Antoniolo Tomasino
- Malonno Giovan Girardo da Scalve e notaio Martino da Gandino, entrambi abitanti a Malonno
- Corteno: Comino Zamboni e notaio Ottobono da Saviore
- Incudine: Giovanni Carnevallio e notaio Brizio da Monno
- Cemmo: Tonerio Bonfadini e notaio Giorgio Orsatti
- Sellero: notaio Benvenuto Romelio
- Ono (Dò): Buono di Pietro da Ono, notaio Giorgio da Como
- Cerveno: notaio Manfredo Barosino
- Paisco: notaio Andriolo Baratiero
- Cevo: Martino Cucco e notaio Torello di Domenico, entrambi da Cevo
- Demo: Albertino di Martino da Demo e notaio Giovanni Boldrini da Saviore
- Saviore: Ottobono Fredorni con mandato
- Nadro: Salvagnirio d'Antoni e Andreolo Betoni
- Bienno: Bertolino di Martino Lanini
- Prestine: Andrea d'Albertino de Crescini
- Astrio: Comino Fantelli
- Cividate: Giorgio Spiotti con notai Ugetto da Bienno e Antonio da Calepio
- Berzo: Giuseppino Stefanini e notaio Ugetto da Bienno
- Malegno: Corradino Alberti e notaio Antonio da Calepio
- Ossimo: Faustino Cerutto e notaio Pietro Benvenuti
- Esine: Petricino Andreoli
- Breno: Betino di Giovanni e Clarino Marone Ronchi
- Artogne: Bertolino Raseghini
- Gorzone: Giacomino Albertini
- Erbanno: Bertolino Romellini
- Castelfranco: Pietro Tonini de Giroldi
- Montecchio, Corna e Darfo: Pezzolo di Lanfranco Fava e notaio Petrecino Andreoli da Montecchio
- Borno: Bertello de Bernici e Zanatto de Guarnieri

Secondo Gregorio: "è da notarsi che alcuni de communi della Valle non sono metovati sotto il rollo delle due fattioni, perchè stessero neutrali, si come, che alcuni registrati sotto il nome de Guelfi si mettono anco sotto i Gibellini, perchè tali luoghi erano misti dell'una e dell'altra fattione".

## Capitoli della pace di Breno
DI seguito i capitoli di pacificazioni riportati da Gregorio di Valcamonica.
I. Giurarono ferma, stabile, e perfetta pace e concordia da durare in perpetuo, di tutte le guerre passate e di tutte le offese e danni interferiti da una e all'altra parte, tanto comuni quanto particolari, così reali come personali.
II. Che per virtù ai tal pace s'intendevano rimessi tutti e ciaschedun omicidio, violenze, percussioni, ferite e altro, commesso per il passato tra le fazioni fino a quel giorno, unita o separatamente.
III. Che rimettevano vicendevolmente tutte l'ingiurie fatte con incendi, ruberie, invasioni, e spogli di terre, borghi e beni di qualsivoglia sorte, promettendo sopra di ciò non muovere mai in avvenire alcuna questione, azione eccezione giuridica o di fatto.
IV. Che però entro il termine d'un mese, da computarsi dal giorno della conclusa pace, si dovesse restituire e rilasciare effettivamente ai veri proprietari tutte le terre, possessioni, beni o agli eredi loro, presi, invasi e occupati in quella guerra dentro i confini di Val Camonica e ciò liberamente senza pagare cosa alcuna ad oggetto di conseguire il rilascio di detti beni.
V. Che tal rilascio d'interesse anche dei beni mobili presi da una parte all'altra, singolarmente a quelli depredati in tempo della tregua, stabilita l'anno antecedente tra esse parti, sotto pena, in caso di mancanza, d'essere posti detti beni all'estimo e applicati alla camera ducale.
VI. Promisero e giurarono che mai più in avvenire si avrebbero detti fazionari, né in comune né in particolare, offesi in modo alcuno, dichiarando che in caso di contravvenzione fossero sottoposti gli offensori alle pene prescritte dalle leggi del Duca di Milano e dalli Statuti della Valle secondo la qualità del delitto.
VII. Che tutti i banditi e fuoriusciti per cagione dei fatti successi nella medesima guerra potessero sicuramente rimpatriare e con tutta libertà alle loro case e al pacifico godimento dei propri beni.
VIII. Che nessuno dei Nobili e Sindaci compromessi né alcuna delle parti compromittenti in comune o in particolare potesse mai dar ricevimento a banditi o ribelli del Duca di Milano, a omicidi, assassini, incendiari, o a qualunque altro malfattore; né tantomeno a roba da essi depredata in fortezze, castelli, terre, territori o case private, né su richiesta di detti malfattori né di qualunque altra persona sotto pena di duecento fiorini d'oro d'applicarsi alla camera ducale.
IX. Che nessuno, per sua iniziativa o sua altrui richiesta possa più far radunanza di gente armata né intervenire a simili congressi di gente, armata sotto pena ai duecento fiorini d'oro ai Comuni, Terre o Contrade che permettano tali radunanze e a chiascheduna persona che v'intervenga con armi, dieci fiorini d'oro se l'ha fatto di giorno e venti se di notte.
X. A nome proprio e di tutti i compromittenti promisero perpetua fedeltà al Duca di Milano e ai suoi figliuoli, eredi, successori, di obbedire di puro cuore e sincera volontà ai suoi rappresentanti e officiali; di mai commettere o tramare cosa alcuna contro il suo Stato e onore: anzi di opporsi ciascuno con tutte le forze e con ogni potere a chiunque avesse commesso tentato o tramato qualche cosa in pregiudizio dell'onore e stato ai detto Duca loro legittimo signore.
XI. Tutte le baltresche, saracinesche e fortificazioni sospette costruite dal principio di settembre scorso si dovessero al termine d'un mese, demolire e ridurre allo stato in cui erano prima di quel tempo e tanto si praticasse con qualunque altra fortizza eccetta di privata autorità contro gli ordini e decreti ducali sotto pena di duecento fiorini d'oro per qualunque Comune, Università, luogo o contrada di Val Camonica che avesse mancato nell'esatta osservanza di questo capitolo, multa d'applicarsi alla Camera pubblica.
XII. Che nel termine di giorni quindici ciascuna delle parti debba aver rilasciato liberi, sani e illesi senza pagamento di cosa alcuna, né in denaro né in roba, tutti i prigionieri fatti in quella guerra sotto pena ai trecento fiorini d'oro.
XIII. Promisero parimenti dette parti, tra loro e ai mediatori, che nel termine d'un mese avrebbero date idonee sicurtà d'osservare la pace e tutti i capitoli di questo trattato e di pagare le pene in esso tassate in caso di contravvenzione, così pure di ratificare e approvare la medesima pace e farla ratificare e approvare con tutte le sue clausole anche a tutti i Comuni, persone particolari, loro compromettenti e di far due note distinte al Sindaco generale di tutti i Comuni e terre e a qualsiasi persona superiore ai 14 anni di questo o quel partito, vale a dire di fazione guelfa o ghibellina.
XIV. Finalmente per non inserir pregiudizio ad alcuno con il trattato ai pace, fu dichiarato che i Comuni di Borno e di Lozio non s'intendano compresi nel pievatico ai Cividate, se non quanto ai preaccennati capitoli, né quello di Dalegno nel pievatico di Edolo, se non quanto all'istessa particolarità rimanendo ognun di foro in tutto il resto nello stato e indipendenza che prima godeva.
Questa scrittura si fece per mano di Bettino Gaione da Edolo e la validarono altri due notai, Baldovino da Braone et Antonio di Calepio abitante in Lovere, sottoscrivendole poi, come testimoni richiesti Comino Rossi, Scico di Daniefe da Lovere, Lanfranco dei Capitani di Scalve, Girardo Scadell bargamasco e Antonio Tonsini di Scalve.